# Dom Pedro II (Victor Meirelles)
Dom Pedro II é um quadro óleo sobre tela de 1864 do pintor brasileiro Victor Meirelles (1832-1903).
O quadro retrata Pedro II do Brasil o segundo e último imperador do Império do Brasil durante 58 anos, de 1831 até sua deposição em 1889. O quadro é uma das encomendas oficiais, fomentada pela Academia Imperial de Belas Artes (Aiba).
A obra pertence ao acervo da Museu de Arte de São Paulo Assis Chateaubriand  (MASP), que recebeu em doação da empresa Brasital em 1947.